# Аелло-Калабро
Айело Калабро (итал. Aiello Calabro) — город в Италии, расположен в регионе Калабрия, подчинён административному центру Козенца (провинция).
Население составляет 2 392 человек, плотность населения составляет 63 чел./км². Занимает площадь 38 км². Почтовый индекс — 87031. Телефонный код — 00982.
Покровителем города почитается святой мученик Гениаль, празднование в первое воскресение мая.